# Округ Дикси (Флорида)
Дикси (енгл. Dixie County) је округ у америчкој савезној држави Флорида. По попису из 2010. године број становника је 16.422.

## Демографија
Према попису становништва из 2010. у округу је живело 16.422 становника, што је 2.595 (18,8%) становника више него 2000. године.
| Група             | 2000.          | 2010.          |
| Белци             | 12.132 (87,7%) | 14.220 (86,6%) |
| Афроамериканци    | 1.241 (9,0%)   | 1.386 (8,4%)   |
| Азијати           | 34 (0,2%)      | 48 (0,3%)      |
| Хиспаноамериканци | 249 (1,8%)     | 512 (3,1%)     |
| Укупно            | 13.827         | 16.422         |